# Martine Payfa
Martine Payfa (Watermaal-Bosvoorde, 19 januari 1952) is een voormalig Belgisch politica voor het FDF en diens opvolger DéFI.

## Levensloop
Payfa behaalde het diploma van onderwijzeres aan de normaalschool Emile André en werkte van 1970 tot 1989 als lerares in het gemeentelijk onderwijs. Ze begon toen aan een politieke carrière bij het FDF. Van 1991 tot 1998 was ze ondervoorzitter van deze partij.
In 1989 werd Payfa verkozen in het Brussels Hoofdstedelijk Parlement, waar ze bleef zetelen tot in juli 1994. Als lid van de Franse taalgroep in dit parlement werd ze tevens lid van de Raad van de Franse Gemeenschapscommissie (Raad van de COCOF), waarvan ze van 1991 tot 1994 ondervoorzitter was. In juli 1994 volgde ze Antoinette Spaak op als lid van de Kamer van volksvertegenwoordigers. Payfa zetelde er tot aan de verkiezingen van mei 1995 en was daarna tot 2003 opnieuw Brussels Hoofdstedelijk Parlementslid. Vanuit dit mandaat was ze in de periode 1995-1999 ook lid van het Parlement van de Franse Gemeenschap. Daarna was ze van 1999 tot 2003 voorzitter van de Raad van de Franse Gemeenschapscommissie. In mei 2003 werd Payfa opnieuw verkozen in de Kamer. Ze zetelde er tot in juli 2004 en keerde toen terug naar het Brussels Hoofdstedelijk Parlement. Payfa bleef lid van deze assemblee en van het Parlement francophone bruxellois (PFB, de opvolger van de Raad van de COCOF) tot aan de verkiezingen van mei 2019, waarbij ze geen kandidaat meer was. Van 2004 tot 2009 was ze ondervoorzitter van het PFB en daarna was ze van 2012 tot 2014 ondervoorzitter en van 2014 tot 2019 secretaris van het Brussels Hoofdstedelijk Parlement.
Van 1989 tot 1994 was ze tevens voorzitster van het OCMW van Watermaal-Bosvoorde, een functie waarin ze haar vader, volksvertegenwoordiger en senator Marcel Payfa, opvolgde. In januari 1995 volgde Payfa haar moeder Andrée Payfa-Fosseprez (1921-2004) op als burgemeester van Watermaal-Bosvoorde. Dit bleef ze tot 2012. Ze zetelde vervolgens tot in 2018 als gemeenteraadslid in de oppositie. In 2018 was ze opnieuw kandidaat-burgemeester, maar haar partij moest bij de verkiezingen fors inleveren. Vervolgens besloot ze de actieve politiek te verlaten. In oktober 2024 werd Payfa als lijstduwer op de DéFI-lijst nogmaals verkozen tot gemeenteraadslid van Watermaal-Bosvoorde, maar ze besloot het mandaat niet op te nemen.